# 一氧化钒
一氧化钒，化学式 VO，是钒的氧化物。 VO是一种长寿命的电中性试剂。 它采用变形的NaCl结构，并且包含弱的V-V 金属键。 如能带理论所示，VO由于其部分填充的导带和电子在 t2g轨道上的离域作用而成为电的导体。 VO 是一种非整比化合物，成分从 VO0.8 至 VO1.3 之间变化。 气态的 VO 是可以在相对较冷的 M-型恒星找到的分子之一。